# Philippe Macquer
Pour les articles homonymes, voir Macquer.
Philippe Macquer, né le 15 février 1720 à Paris où il meurt le 27 janvier 1770, est un avocat et historien français.

## Biographie
La santé de Macquer, d’une famille originaire d’Écosse, ne lui ayant pas permis de se consacrer à la plaidoirie au Parlement, il se voua à la littérature et se fit connaître par des résumés d’histoire alliant clarté et exactitude, dans la veine du président Hénault. Il contribua au Dictionnaire portatif des arts et métiers (1766, 2 vol. in-8°, réédité et augmenté par l’abbé Jaubert sous le titre de Dictionnaire raisonné universel des arts et métiers, 1773, 4 vol.). Cet ouvrage fut vivement critiqué par Grimm, porte-parole des Encyclopédistes qui l’accusa à mots couverts de plagiat.
Il est le frère du chimiste Pierre Joseph Macquer.

## Œuvres
- Abrégé chronologique de l'histoire ecclésiastique, de 33 à 1700, 1751, 2 vol. ; 1757 ; éd. augm. par l'abbé Joseph Antoine Toussaint Dinouart, 1768, 3 vol. ; éd. en italien, 1757 ; éd. en allemand par l'abbé Rauscher, Vienne, 1788, 4 vol. in-8°
- Annales romaines ou abrégé chronologique de l'histoire romaine depuis la fondation de Rome jusqu'aux empereurs, 1756 ; La Haye, 1757
- Abrégé chronologique de l'histoire d'Espagne et de Portugal, avec Jacques Lacombe et Charles-Jean-François Hénault, 1759, 2 vol.
- Dictionnaire portatif des Arts et Métiers, contenant en abrégé l’histoire, la description & la police des arts & métiers, des fabriques & manufactures de France & des pays étrangers, Paris : chez Jacques Lacombe, 1766, 2 vol. in-8° ; Yverdon, 1766-1767, in-8° ; Amsterdam : Arkstée et Merkus, 1767, 2 vol. in-8°
- avec l'abbé Jaubert, Dictionnaire raisonné universel des Arts et Métiers, contenant leur description, et la police des manufactures de France et des pays étrangers, Paris : chez Pierre-François Didot jeune (1731-1795), 1773, 4 vol. in-8° ; Lyon : A. Leroy, 1793-1801, 5 vol. in-8° ; souvent réimprimé (la 1re éd. de ce dictionnaire vient de Philippe Macquer, en 1766, mais les nombreux ajouts de Jaubert font que l’ouvrage ne paraît plus que sous son nom)